# Olivia Cole
Olivia Cole (* 26. November 1942 in Memphis, Tennessee; † 19. Januar 2018 in San Miguel de Allende, Mexiko) war eine US-amerikanische Schauspielerin und Emmy-Gewinnerin.

## Leben
1977 hatte Cole eine Nebenrolle in der Miniserie Roots, für die sie den Emmy als beste Nebendarstellerin in einer Fernsehserie erhielt. 1979 war sie in einer Hauptrolle in dem Fernseh-Vierteiler Weißes Haus, Hintereingang zu sehen, die ihr eine weitere Emmy-Nominierung einbrachte. 1986 spielte sie die Rolle der Maum Sally in Fackeln im Sturm, der Verfilmung des Romans Die Erben Kains von John Jakes. Von 1989 bis 1993 verkörperte sie die Richterin Julie McFarlane in der erfolgreichen Fernsehserie L.A. Law. 1995 zog sich Cole vorübergehend aus dem Film- und Fernsehgeschäft zurück. Ab 2007 übernahm Cole wieder einzelne Rollen.
Cole war mit dem Schauspieler Richard Venture verheiratet.

## Filmografie (Auswahl)
- 1969–1971: Springfield Story (Fernsehserie)
- 1977: Roots (Fernsehserie)
- 1977: Helden von Heute
- 1977–1978: Szysznyk (Fernsehserie)
- 1978: Coming Home – Sie kehren heim
- 1979: Weißes Haus, Hintereingang (Miniserie)
- 1982: Ein besonderer Held
- 1982: Report to Murphy (Fernsehserie)
- 1984: Go Tell It on the Mountain
- 1985–1995: Mord ist ihr Hobby (Murder, She Wrote; Fernsehserie, 3 Folgen)
- 1986: Fackeln im Sturm (Miniserie, 3 Folgen)
- 1987: Big Shots - Zwei Kids gegen die Unterwelt
- 1989: The Women of Brewster Place (Fernsehfilm)
- 1990: Brewster Place (Fernsehserie)
- 1989–1993: L.A. Law – Staranwälte, Tricks, Prozesse (Fernsehserie)
- 2008: First Sunday

## Auszeichnungen
- Emmy Awards 1977: - Beste Nebendarstellerin in einer Drama-Serie[1]
- Emmy Awards 1979: - Beste Hauptdarstellerin in einer Drama-Serie (Nominierung)[1]